# تشارلز إف. كوشران
تشارلز إف. كوشران هو محامي وسياسي أمريكي، ولد في 27 سبتمبر 1846 في كيركفيل في الولايات المتحدة، وتوفي في 19 ديسمبر 1906 في سانت جوزيف في الولايات المتحدة. نشط حزبياً في الحزب الديمقراطي. وقد انتخب عضو مجلس ولاية ميزوري ‏ وانتخب عضو مجلس النواب الأمريكي ‏.